# Économie de la république démocratique du Congo
L'économie de la république démocratique du Congo (RDC), après une période de relatif dynamisme économique, a subi une sévère dépression entre le milieu des années 1980 et le milieu des années 2000, liée aux guerres civiles qui ont ravagé le pays. Avec une croissance économique de 8,2 % en 2008 et de 2,7 % en 2009, la RDC a ensuite été l'un des pays d'Afrique les plus touchés par la crise de 2008-2009.
Entre 2010 et 2015, le pays a connu une croissance moyenne de 7,9 % avec un pic de 9,2 % en 2014 et une inflation largement maîtrisée. Avec la chute du prix des matières premières et la crise politique en 2016, le taux de croissance n'était plus que de 2,4 % avant de remonter à 3,4 % en 2017. Malgré cela, la RDC se modernise rapidement et affiche une évolution positive dans le développement de l'IDH en 2016. De nombreux projets ont renforcé le système de santé notamment maternelle et infantile, ont amélioré l'accès à l'électricité et l'approvisionnement en eau notamment dans le cadre de programmes de réhabilitation urbaine et sociale.
L'agriculture reste le principal secteur de l'économie, représentant 57,9 % du PIB en 1997, et occupait 66 % de la population active [réf. nécessaire].

## Historique

### Avant la colonisation du Congo
Le territoire actuel de la république démocratique du Congo n'est pas défini avant la conférence de Berlin de 1885. Cet espace reste toutefois occupé par les autochtones qui sont organisés en royaumes et en empires. L'activité économique de ceux-ci (cueillette, pêche, chasse, etc.) diffère considérablement de celle du monde moderne. La base matérielle est fortement dépendante de la nature. Le système socio-économique protocongolais revêt alors plusieurs formes selon les régions. L'économie des différents royaumes était florissante, et s'est effondrée conjointement avec le déclin des organisations politiques sous les effets de la colonisation, qui aboutit à la fondation de l'Etat indépendant du Congo.

### L'économie de l'État indépendant du Congo (EIC)

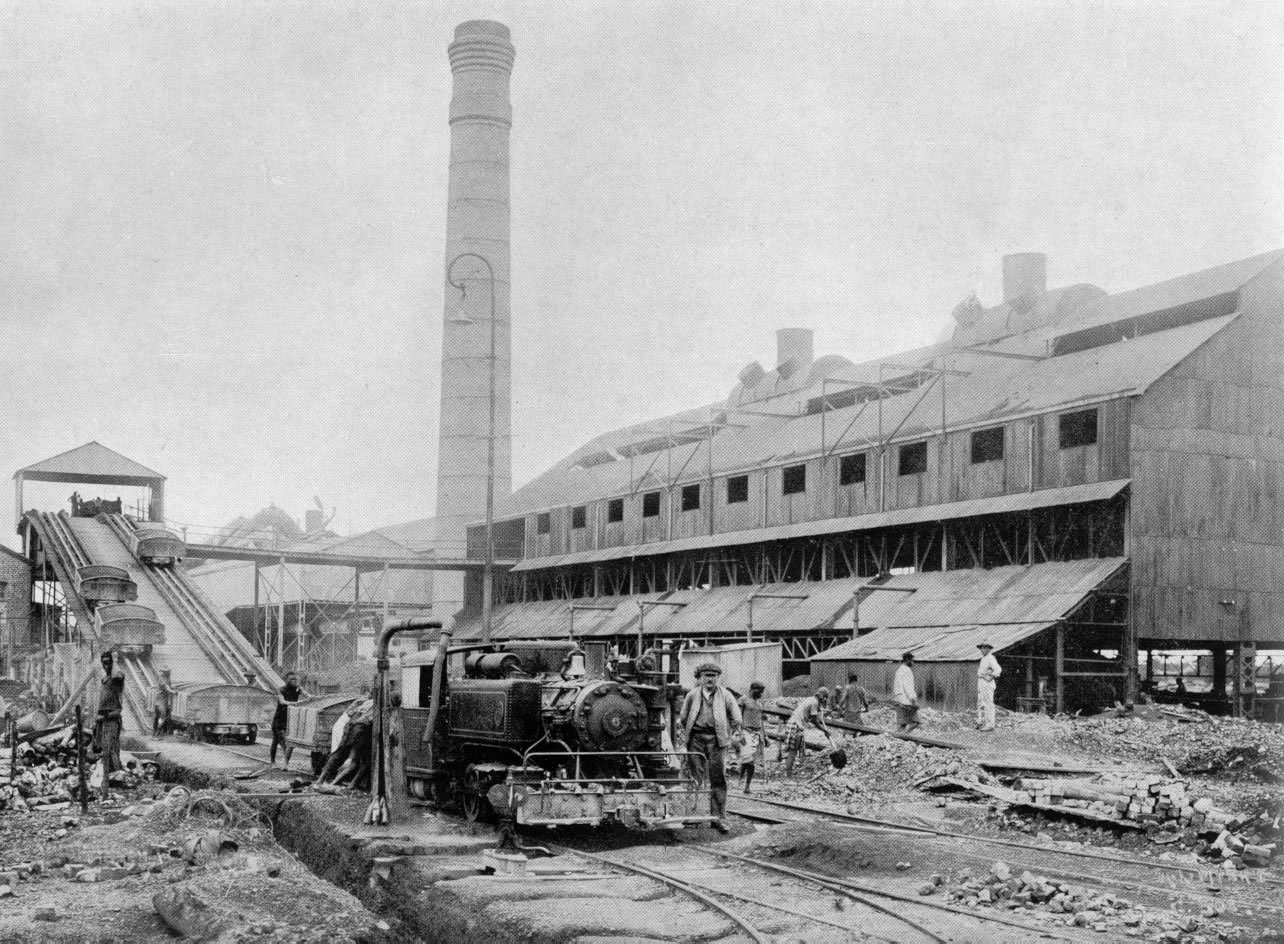
Les usines de Lubumbashi en 1917.

Léopold II de Belgique règne sur l'Etat indépendant du Congo comme s'il s'agissait de sa propriété privée. De 1885 à 1891, le libéralisme économique bat son plein. Le commerce privé est encouragé et entièrement libre, car l'État n'y voit aucun inconvénient. Vu la nécessité dans laquelle se trouve la jeune colonie en termes financiers, notamment afin de mettre en valeur le territoire, une rupture en faveur de l'interventionnisme s'annonce en 1892.
Mais le Congo reste un terrain de jeu où les idéologies économiques changent fréquemment. De 1908 à 1914, le libéralisme revient en force. C'est la fin de l'exploitation en régie des terres domaniales et le remplacement des prestations en nature par l'impôt de capitation. Réaction à enregistrer à l'actif des critiques fulgurantes de l'abus des modes d'exploitation directe et le recours au travail forcé par l'État indépendant.
Un autre fait saillant de cette époque est la découverte par Tanganyika Concession de richesses minières importantes  au Haut-Katanga, la prospection ayant été confiée à la firme par le Comité Spécial du Katanga sous l'initiative de Leopold II. Tanganyika confirme ainsi les découvertes de Cornet, géologue de la mission Bia-Franqui en 1896.
Par ailleurs, la RDC se révèle déjà comme une machine consommatrice des investissements, en représentant 6,5 % du total des sommes investies en Afrique noire de 1870 à 1913, soit 610 millions de livres.

### Un géant en devenir
Le taux annuel de croissance exponentiel de 1920-1959, à prix constant est élevé: 4,8 % au total et 5,9 % pour l'économie moderne, à l'exclusion de secteur de subsistance. Un rythme rapide, soutenu par une période aussi longue, apparaît réellement exceptionnel pour les économistes. Il ne faut toutefois pas négliger des fluctuations importantes de nature conjoncturelle pendant l'entre-deux-guerres.
Cette croissance est tributaire d'une impulsion exogène, c'est-à-dire venant à la fois du public, du privé et des missionnaires. Ces derniers se sont focalisés sur des ressources naturelles, minières et agricoles. L'exploitation du Congo vise alors principalement l'intérêt des promoteurs étrangers.
La première vague de prospérité de l'économie congolaise (1920-1929) est marquée par de nombreux investissement directs étrangers : trente-cinq milliards de francs (1959) de 1921 à 1931, soit un tiers de capitaux totaux enregistrés en 74 ans, de 1887 à 1959 [réf. nécessaire].En forte augmentation, les exportations concernent principalement l'or, les diamants, le cuivre, l'ivoire, le copal, et l'huile de palmier.
En 1924, le Congo est frappé par la première crise, partiellement compensée par l'industrie du cuivre. Cinq ans après, il est touché par la Grande Dépression. Le PIB recule au niveau de 1925 [réf. nécessaire]. Les dépenses publiques restent relativement élevées grâce notamment à une forte trésorerie (excédent budgétaire antérieur) et au crédit exceptionnel du budget extraordinaire qui permettent d'achever le plan de grands travaux.
Des années 1940 jusqu'à la veille de l'indépendance, l'industrie se développe fortement, en particulier pendant la Seconde Guerre mondiale, l'Europe ne pouvant plus approvisionner le Congo. Une deuxième vague de prospérité touche alors le pays. Les exportations doublent et les importations quintuplent [réf. nécessaire]. La production industrielle est quintuplée en dix ans[pas clair] [réf. nécessaire]. Les investissements publics atteignent 64,6 milliards de francs en 1956, essentiellement dans le cadre du Plan décennal.
Après l'indépendance, les quotas à l'importation renforcent l'industrie nationale. Entre 1960 et 1970, l'histoire économique est marquée par des problèmes politiques (éclatement des structures politique et effondrement administratif) et les problèmes de cours des matières premières. Si la colonisation a légué au nouvel État une économie productive et équipée, la croissance ne suit pas. Elle s'était arrêté dès la fin de 1957, provoquée surtout par des récessions conjoncturelles, une baisse des investissements privés et la fuite massive des capitaux. Le Congo commence son cycle de problèmes économiques et géopolitiques.
L'économie résiste malgré tout, grâce au dualisme économique et à la prédominance du secteur étranger.

### Les années Mobutu: la descente aux enfers

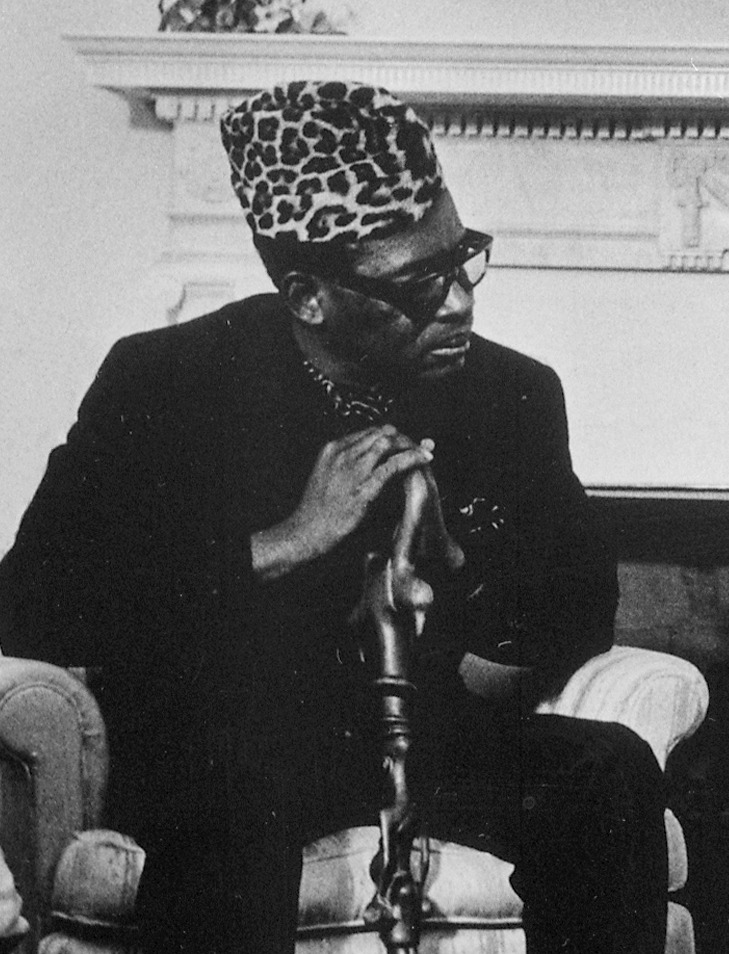
Mobutu à Washington en 1973.

À cause de l'important potentiel du pays, la corruption s'est très tôt installée, sous le régime de Mobutu Sese Seko (1965-1997), avec une mainmise du pouvoir sur l'économie pour en détourner les profits dans le cadre d'un enrichissement personnel. La désorganisation du pays était telle qu'au début des années 1990, l'économie souterraine du Zaïre était estimée à trois fois le montant officiel du PIB [réf. nécessaire].
L’histoire économique récente de la RDC est jalonnée de plusieurs tentatives d’assainissement et de redressement de l’économie. Confronté aux déséquilibres financiers, à la montée de l’endettement et à la stagnation de la production, le pays a été contraint, dans les années 1970 et 1980, à adopter les politiques de stabilisation et d’ajustement structurel recommandées par le Fonds monétaire international (FMI) et la Banque mondiale.
Malgré la succession de plans économiques financés par les institutions internationales depuis l'accession à l'indépendance, qui soutiennent le régime Mobutu, « allié de l'Occident », l'inflation, le déficit budgétaire et la dette du pays, qualifiée par la suite de « dette odieuse », n'ont fait que croître sous le régime de Mobutu. Au début des années 1990, face à la corruption endémique, la Banque mondiale et le FMI en vinrent à suspendre leur aide, et la plupart des interventions bilatérales furent arrêtées. La république démocratique du Congo fut incapable de faire face aux échéances de paiement de la dette et les lignes de crédit du FMI furent arrêtées en février 1992, celles de la Banque mondiale en juillet 1993. Malgré l'introduction d'une nouvelle monnaie, le nouveau zaïre (NZ), la gestion des devises resta anarchique, et l'inflation atteint 9 800 % en 1994, les prix en magasins changeant plusieurs fois par jour.

### Après Mobutu
En mai 1997, l'AFDL, dirigée par Laurent-Désiré Kabila, prit le pouvoir et évinça le régime de Mobutu à l'issue de la Première guerre du Congo. Sous Kabila, le gouvernement et les entreprises publiques entamèrent un programme de reconstruction et tentèrent d'assainir la situation, alors que la RDC devait au Club de Paris 7 milliards d'euros. Le gouvernement commença par réformer le système d'imposition corrompu, les forces de police, et initia la remise en état du réseau routier laissé à l'abandon. Le franc congolais fut réintroduit.
En août 1998, la guerre éclata en RDC à la suite de désaccords entre Laurent-Désiré Kabila et ses anciens alliés du Rwanda et de l'Ouganda. À cette époque, quelques progrès avaient été réalisés pour le rétablissement de l'économie du pays, mais les problèmes majeurs d'infrastructures de transport, de douane et d'imposition restaient cependant. Les finances publiques de l'État n'avaient pas été assainies et les relations avec le FMI et la Banque mondiale restaient conflictuelles. De nombreuses rentrées gouvernementales n'étaient toujours pas comptabilisées et non incluses dans les statistiques officielles. Les relations avec la Banque mondiale furent suspendues à la suite de l'impossibilité de finaliser un accord avec le Fonds d'investissement de la Banque internationale pour la Reconstruction et le Développement (BIRD) pour la république démocratique du Congo.
Le début de la deuxième guerre du Congo en août 1998 fut à l'origine du déclin de l'économie qui s'est poursuivi jusqu'au milieu des années 2000. Le territoire se retrouva divisé entre une zone gouvernementale et des zones rebelles, ce qui mit fin au commerce entre ces zones. Dans leur ensemble, les relations commerciales entre les différentes régions du pays restent faibles encore aujourd'hui.
Après une reprise de l'inflation en août 1998, le gouvernement commença à essayer de réguler les prix par des lois. Il reprit également le contrôle des exportations. Ensemble, ces mesures affectèrent grandement la continuation des activités liées au commerce extérieur. De plus, les succès restreints de la lutte contre l'inflation et la dépréciation de la monnaie furent anéantis dès le début de l'offensive rebelle dans l'est du pays. La guerre réduisit drastiquement les revenus du gouvernement et accrut la dette extérieure. Les acteurs du commerce extérieur se firent moins présents, cela étant lié aux incertitudes sur l'issue du conflit et à l'augmentation du contrôle et de la pression fiscale du gouvernement. L'écart important entre le taux officiel et celui pratiqué dans la rue pour la vente de francs congolais contre des dollars US força les commerçants à évaluer leurs biens importés au taux officiel pour acheter des devises locales.
Les ressources de l'est du pays furent désormais exploitées par les forces rebelles ou les occupants étrangers. Le Rwanda devint par exemple exportateur de diamants et de coltan, bien que n'en disposant pas sur son territoire national.
Les infrastructures défaillantes, un cadre légal incertain, la corruption, un manque d'ouverture économique et financière de la part du gouvernement, restent des freins à l'investissement et à la croissance économique. Le FMI et la Banque mondiale multiplient les collaborations avec le nouveau gouvernement en vue de restaurer des plans économiques cohérents, mais les réformes institutionnelles peinent à suivre. Face à la dépréciation de la monnaie, le gouvernement a pris des mesures drastiques en janvier 1999 : le dollar US fut banni des transactions commerciales courantes, position qui fut revue plus tard. Le gouvernement peine toujours à promouvoir les exportations, bien que l'impression de nouveaux billets ait repris. La croissance économique fut fortement négative en 2000 de par la difficulté de satisfaire les conditions fixées par les donateurs institutionnels, les faibles exportations et l'instabilité régnante.
Les conditions économiques se sont améliorées depuis fin 2002, avec le retrait de la plupart des troupes d'occupation. Plusieurs missions du FMI et de la Banque mondiale sont intervenues pour mettre en place des plans de développement, et le gouvernement de transition a commencé la mise en œuvre des premières réformes. Une grande part de l'économie du pays reste cependant hors des indicateurs du PIB, l'économie souterraine restant majoritaire.
Avec une paix relative dans le pays depuis 2003, la RDC envisage d'augmenter ses exportations d'électricité vers le Zimbabwe et l'Afrique du Sud jusqu'à 500 mégawatts (essentiellement produite à partir du barrage d'Inga). La distribution d'électricité est actuellement confiée à une société zambienne, la CEC.

### Années 2000
Les conditions économiques se sont améliorées à la fin de 2002 avec le retrait d'une grande partie des troupes militaires étrangères envahissantes. Un certain nombre de missions du FMI et de la Banque mondiale ont rencontré le gouvernement pour l'aider à élaborer un plan économique cohérent, et le président Kabila a commencé à mettre en œuvre des réformes.

#### Zone économique spéciale
La RDC s'est engagée dans la mise en place de zones économiques spéciales (ZES) pour favoriser la relance de son industrie. La première ZES devait voir le jour en 2012 à N'Sele, une commune de Kinshasa, et se concentrer sur les agro-industries. Les autorités congolaises ont également prévu d'ouvrir une autre zone dédiée à l'exploitation minière (Katanga) et une troisième dédiée au ciment (Bas-Congo). Le programme comporte trois phases qui ont chacune leurs propres objectifs. La phase I a été le précurseur de l'investissement réel dans la Zone économique spéciale où les décideurs se sont mis d'accord sur le cadre, le cadre a été étudié pour son établissement et pour prévoir la demande potentielle du marché pour le terrain. La première étape de la phase II a consisté à soumettre des lois pour la zone économique spéciale, à trouver de bons sites pour les entreprises et, à l'heure actuelle, on s'efforce d'aider le gouvernement à attirer les investissements étrangers. La deuxième étape de la phase II n'a pas encore commencé et consiste à aider le gouvernement à créer un cadre pour le pays, à élaborer un plan d'ensemble pour le site, à déterminer l'impact environnemental du projet et à deviner combien il coûtera et quel sera le rendement de l'investissement. La phase III implique la création par la Banque mondiale d'une phase de transaction qui permettra de maintenir la compétitivité de l'ensemble. Le programme est à la recherche d'options pour transférer le programme à la Banque mondiale, ce qui pourrait être très bénéfique pour la partie occidentale du pays.

## Ressources naturelles

### Exploitation minière

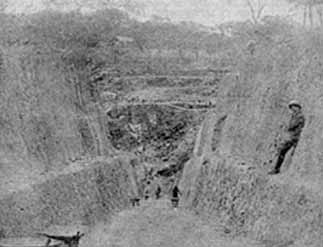
La mine de Shinkolobwe de UMHK en 1925. L'uranium pour le projet Manhattan et les Bombardements atomiques d'Hiroshima et de Nagasaki provenait de cette mine.

La production minière, qui a commencé voilà plus d'un siècle, a joué un rôle important de la gestion économique de la république démocratique du Congo durant l’époque coloniale et après l'indépendance jusqu’à la fin des années 1980. En effet, le sous-sol de la RDC compte parmi les plus riches au monde au regard de la géologie et de la minéralogie. Étant donné cet avantage naturel, la défaillance de l'économie de la RDC est généralement attribuée à la « malédiction des ressources naturelles ».

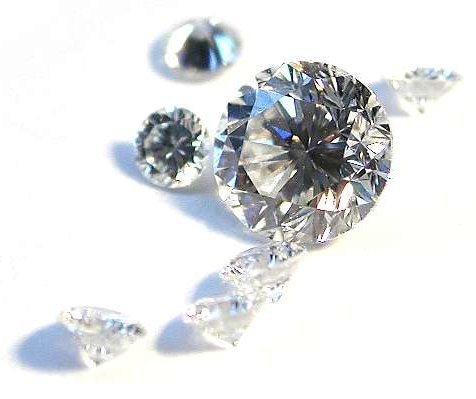
Diamants taillés.

La république démocratique du Congo possède des gisements contenant une cinquantaine de minerais recensés, mais seulement une douzaine de ces derniers est exploitée : le cuivre, le cobalt, l'argent, l'uranium (par Areva), le plomb, le zinc, le cadmium, le diamant, l’or, l’étain, le tungstène, le manganèse et quelques métaux rares comme le coltan. La république démocratique du Congo extrait également de son sous-sol des diamants. Les réserves sont très importantes, ainsi le pays possède la deuxième réserve mondiale en cuivre avec 10 % du total recensé sur la planète et surtout les plus importantes réserves de cobalt (près de 50 %). Les recettes d’exportations atteignaient en 1990 environ un milliard de dollars américains. Les principales exploitations de cuivre (un tiers des réserves mondiales [réf. nécessaire]) sont régies par une entreprise publique, la Gécamines (ancienne Union minière du Haut Katanga). La production de la Gécamines a continué de baisser au cours des années 2000, en raison de la morosité du marché du cuivre.
Avec une production annuelle d'environ 90 000 tonnes (2019), la RDC représente plus de la moitié de la production mondiale de cobalt. Mutanda, la plus grosse mine au monde de minerais contenant du cobalt se trouve en RDC. L'entreprise anglo-suisse Glencore en extrait plus de 42 000 tonnes. En août 2019, du fait de la baisse des cours du cobalt, la société annonce la fermeture de Mutanda pour deux ans, ce qui devrait faire baisser la production de 25 000 tonnes en moins. Auparavant, la flambée des prix avait provoqué une ruée vers le cobalt: 110 000 à 200 000 mineurs artisanaux, selon les sources, creuseraient la croûte terrestre à la recherche du minerai dans des conditions parfois dangereuses. Selon la société Trafigura, ces « creuseurs » fourniraient de 20 à 40 % du cobalt produit en RDC. Beaucoup de mines artisanales seraient illégales, peu sûres, polluantes et feraient travailler des enfants.
La république démocratique du Congo est le 4e producteur mondial de diamants (un quart des réserves mondiales) durant les années 1980 [réf. nécessaire] et cette activité constitue encore la majorité des exportations (717 millions d'USD, soit 52 % des exportations en 1997 [réf. nécessaire]).
Si la RDC possède aussi de l'or en quantité respectable, elle possède surtout les trois quarts [réf. nécessaire] des réserves mondiales de coltan, un composant essentiel pour les circuits des téléphones et des ordinateurs portables. La province minière du Katanga reste une des régions du pays les plus dynamiques, notamment grâce aux activités de l'industriel George Forrest [réf. nécessaire]. Les exploitants chinois des fonderies de cuivre du Katanga auraient quitté le pays à la baisse des prix du cuivre consécutive à la crise [réf. nécessaire]. L'uranium est exploité par Areva. Les espoirs de croissance reposent sur l'industrie extractrice, en particulier l'exploitation minière, mais cette dernière ne tire que partiellement profit de la grande richesse du sous-sol du pays. En 1997, le secteur secondaire ne comptait que pour 16,9 % du PIB.
La république démocratique du Congo est également un producteur de pétrole (24 000 barils par jour en 2003 [réf. nécessaire]), les lieux d'extraction se localisant principalement sur la côte (terminal du Port de Banana). La région du lac Albert abrite également un important gisement que l'Ouganda envisage d'exploiter.
Avec une concession minière de plus de 18 800 kilomètres² pour le cuivre [réf. nécessaire], la Gécamines était la principale entreprise minière du pays et fournissait en 1980 environ 66 % des recettes budgétaires de l’État et 70 % de ses recettes d'exportation [réf. nécessaire]. Pendant plus de 30 ans, cette entreprise a été un des moteurs principaux de l'économie congolaise, à côté de groupes de moindre importance : Zaïre-Etain (détenu à 50-50 par l'État et par Géomines belge) qui exploitait la cassitérite (aujourd'hui disparue) ; l'Office des mines de Kilo-Moto (société d’État) assurant l'extraction de l'or ; la société congolaise Miba (avec une contribution de l'ordre de 20 % à celle de la Gécamines dans les années 1980 [réf. nécessaire]). Mais la production minière industrielle s’est effondrée avec la Gécamines, dont la production en cuivre est passée de 465 000 tonnes (à 2 855 USD la tonne, en 1990) à 19 000 tonnes (à 1 800 USD la tonne en 2002) entraînant des conséquences économiques et sociales importantes.
Les mesures de restructuration et de libéralisation du secteur minier prises depuis 2004 sur l’ensemble du territoire national n'ont rien donné, d'autant plus qu'on a assisté à l’expropriation des terres des paysans au profit de nouvelles concessions minières, à la fraude généralisée et aux contrats léonins. Une commission d'experts nationaux à l'initiative du gouvernement, avec l'appui des services internationaux spécialisés a été mise en place afin d'enquêter sur les différents contrats signés avec les multinationales, et aurait conclu que l'État avait été bradé et spolié avec la complicité de plus hautes autorités [réf. nécessaire]. Les contrats miniers ont été révisés, Kinshasa souhaitant en particulier augmenter la participation de l'État au capital de Tenke Fungurume, une firme américaine présente au Katanga.
La République démocratique du Congo annonce le 25 juillet 2022 le lancement d'appels d’offres pour l’exploitation de 27 champs pétroliers et de 3 champs gaziers. La majorité des champs concernés sont situés dans des périmètres stratégiques en matière de biodiversité, notamment dans le parc national des Virunga, le plus grand parc de gorilles. Plusieurs sont situés dans des zones de tourbières et de forêts tropicales du bassin du Congo qui jouent un rôle écologique vital en stockant du carbone.
En octobre 2022, le gouvernement annonce la fin de l'appel d'offre et indique que treize sociétés ou consortium ont manifesté leur intérêt pour trois blocs gaziers du lac Kivu.

#### Accord de 2007 avec la Chine
Après un voyage à Pékin du ministre des infrastructures Pierre Lumbi à l'été 2007, la Chine a annoncé en septembre 2007 un accord de crédit portant sur 8,8 milliards de dollars [réf. nécessaire], ayant pour objectif premier la réanimation du secteur minier. En contrepartie de l'exploitation des ressources minières (cuivre, cobalt et or), la Chine s'engage ainsi à construire les infrastructures du pays (routes, liaison optique au West Africa Cable System, hôpitaux, universités, logements, etc.). La convention de troc prévoit 6,3 milliards d'euros d'investissement, dont 4,2 destinés au développement des infrastructures et 2,1 à la relance du secteur minier, la maîtrise d'ouvrage incombant à une société mixte, la Sicomines, dont la RDC détiendra 32 % des parts. Les chantiers sont confiés à la China Railway Engineering Corporation et à la Sinohydro Corporation. Le FMI a critiqué l'engagement chinois, y voyant officiellement un alourdissement de la dette publique. Des pays comme la France ou la Belgique voient d'un mauvais œil la présence de la Chine, craignant que les matières premières ne changent de mains. Face à ces critiques et à la suite de la visite du président du FMI, Dominique Strauss-Kahn, en mai 2009 à Kinshasa, les Chinois ont partiellement reculé (Aéroports de Paris rénovera ainsi l'aéroport de N'Djili qui dessert Kinshasa, tandis qu'Areva se voit confier la prospection et l'exploitation de l'uranium).

### Énergie

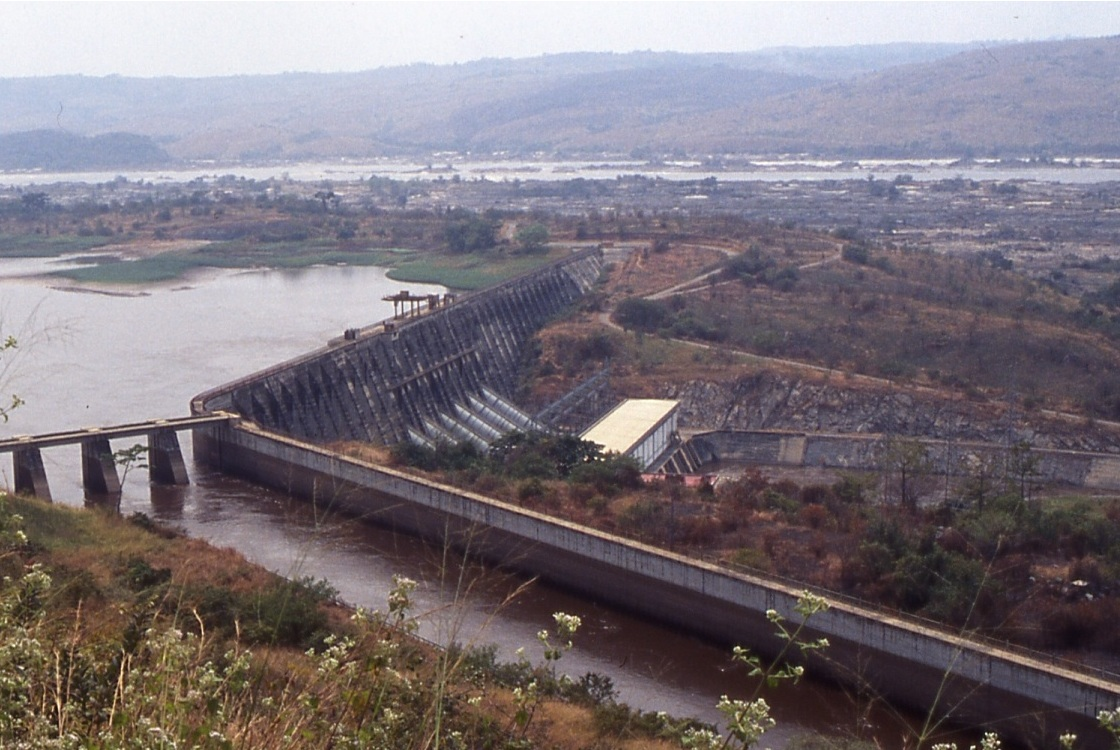
Barrage Inga I en juillet 2004.

La riche hydrographie de la RDC lui confère un potentiel hydroélectrique estimé à 100 000 MW, soit 13 % du potentiel hydroélectrique mondial. La puissance installée totale est évaluée actuellement à 2 516 MW, soit 2,5 % du potentiel total pour une production moyenne possible de 14 500 GWh. La production effective n'est actuellement que de 6 000 à 7 000 GWh. L'hydroélectricité représente 96 % de la production d'électricité, les 4 % restants étant fourni par des centrales thermiques de faible puissance situées, pour la plupart, dans des zones isolées. Les barrages d'Inga, sur le fleuve Congo, sont la principale source de production d’énergie hydroélectrique. Cet ensemble comprend aujourd'hui deux centrales ayant une puissance totale de 1 775 MW : Inga I avec 6 groupes totalisant 351 MW, Inga II avec ses huit groupes totalisant 1 424 MW). Dans son état définitif, le complexe d’Inga fournirait plus de 25 % de la production mondiale d’énergie électrique d’origine hydraulique[réf. nécessaire].
L'apport potentiel des centrales d'Inga est obéré, leur production ne dépasse pas 40 % de leur capacité. Une bonne partie de cette production est destinée à l'exportation, laissant ainsi la demande locale insatisfaite. Cette situation fait que le taux d'accès des populations à l'électricité est 1 % en milieu rural, 30 % pour les villes et 6 % sur le plan national alors que la moyenne en Afrique subsaharienne est 24,6 %).
Depuis plusieurs années, le projet d'un Grand Inga a été envisagé, il s'agit d'un barrage qui utiliserait toute la puissance du fleuve Congo. Dans le cadre du Nepad, le site d’Inga a été retenu pour un projet d'interconnexion des réseaux sur toute l'Afrique et même l'Europe a été pensé. Un autre projet, le Western Power Corridor (WESTCOR) sur le même site, cette fois-ci pour l’intégration sous-régionale de la zone de SADC pour la production et le transport de l’énergie électrique, existe. Ce projet pourrait générer 5 milliards de USD chaque année — une fois complètement outillé — au tarif d’aujourd’hui.
En avril 2021, l'Etat congolais est condamné par un tribunal français à verser plus de 300 millions de dollars à l'entreprise sud-africaine DIG Oil. Conclusion d'un litige qui dure depuis treize ans, la décision du tribunal sanctionne des manquements à des contrats de la part de l'Etat congolais en ce qui concerne l'exploitation de bassins de production de pétrole.
En septembre 2021, l'entreprise française Schneider Electric annonce la formation de plus de 500 Congolais aux métiers de l'électricité. Si ces formations concernent à 80 % des jeunes issus de familles plus aisées que la moyenne, elles doivent servir à doter la région de Lubumbashi d'une main-d'œuvre plus qualifiée.

### Autres

La végétation de la RDC.

Outre ses richesses minières, la RDC a beaucoup d'autres avantages à faire valoir. Elle est le premier pays d’Afrique du point de vue de l’étendue de ses forêts (la moitié du territoire national est occupé par de la forêt équatoriale) et le plus important pour la préservation de l’environnement mondial. C’est à partir de 2007, réellement, que le bassin du Congo est de plus en plus le centre de préoccupation du monde entier.
La république démocratique du Congo se classe parmi les 10 pays de la méga biodiversité du monde avec 480 espèces de mammifères, 565 espèces d’oiseaux, 1 000 espèces de poissons, 350 espèces de reptiles, 220 espèces de batraciens et plus de 10 000 angiospermes dont 3 000 seraient endémiques. Elle a une faune naturelle exceptionnelle (on y trouve tous les grands animaux de l’Afrique) et a des espèces rares. Tout ce capital n’a pas été épargné par les divers conflits et leurs effets dévastateurs sur la faune et la flore. Des milliers d’hectares de forêts sont dégradés, entraînant une diminution de la biodiversité. Les aires protégées font l’objet de spoliation, de contrebande et de braconnage; la pression de la chasse et du braconnage a été très forte sur certaines espèces (comme l'hippopotame, chassé pour l'ivoire de ses défenses à la suite de l'embargo sur l'ivoire d'éléphant) ces dernières années.
Elle dispose d'abondantes ressources en eau, des lacs poissonneux, notamment le lac Tanganyika (plus grand que le Burundi) le plus poissonneux du monde. Et les richesses naturelles comme le pétrole, le gaz sont également présentes, mais sous-exploitées.
La république démocratique du Congo, bénie par la nature, est aussi une terre de tourisme ; peu d’endroits au monde égalent la beauté des territoires du nord-est de ce pays, ses lacs aux confins du Nil. La moitié du pays est constituée de la savane, un des habitats les plus variés de toute l’Afrique. Mais le tourisme n'y a jamais été mis en valeur, tout le contraire des pays d'Afrique de l'Est et d'Afrique australe. Récemment, la Fédération des Entreprises du Congo (FEC) et le ministère de tutelle ont montré une faible penchant pour relancer ce secteur. Ce dernier est entravé par plusieurs raisons : destruction et insuffisance des infrastructures socioéconomiques, insécurité physique dans certaines parties du pays, absence d'une loi cadre en matière de tourisme.

## Infrastructures

### Routes, transports
Le réseau de transport est constitué de 16 238 kilomètres de voies navigables, de 5 033 kilomètres de voies ferrées qui datent pour l'essentiel de l'époque coloniale, de 145 000 kilomètres de routes nationales et régionales et des pistes secondaires rurales, de 7 400 kilomètres d'axes urbains et de 270 aéroports répartis sur l’ensemble du pays, dont 5 aéroports internationaux (à Kinshasa, Lubumbashi, Kisangani, Goma et Gbadolite).

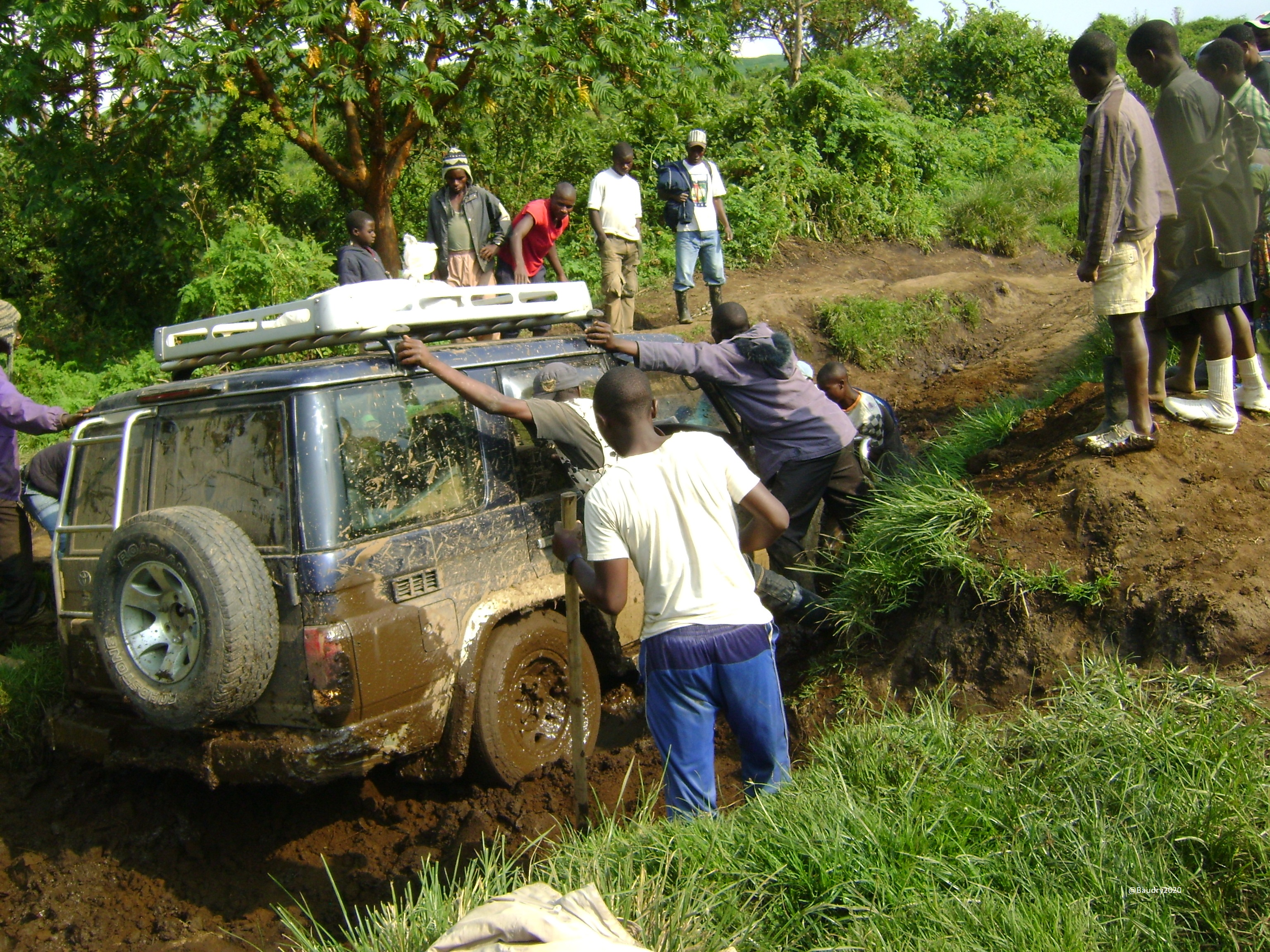
Véhicule embourbé.

La R. D. du Congo est un pays semi-enclavé du fait qu’en plus de la faible densité de ses réseaux de communication (0,074 km de voies de communication au km2), elle ne possède qu’une façade maritime, sur l'océan Atlantique, de 37 km.
Pour un pays aussi vaste (2 345 409 km2), les infrastructures jouent un rôle majeur. La situation du système des transports en république démocratique du Congo est désastreuse. La réalité de la situation se traduit par une insuffisance totale de l’offre des services de transports, accentuée par le mauvais état des infrastructures de transports et par une non-satisfaction chronique de la demande.
Le réseau de transports n’offre plus aux secteurs économiques les infrastructures et les services qui favorisent les échanges de toutes natures et qui améliorent la mobilité des personnes et des biens. Cette carence constitue un obstacle majeur au développement économique, entrave les échanges commerciaux, et restreint l’accès des populations aux services sociaux de base.
D'importants partenariats avec la république populaire de Chine sont annoncés en septembre 2007. Ceux-ci concernent notamment la complétion est-ouest du réseau ferroviaire, et qui verrait la création d'une ligne continue entre Matadi (Bas-Congo) et Sakania (Katanga). La route Kisangani - Kasumbalesa (frontière avec la Zambie) serait à réhabiliter. Le tronçon Lubumbashi - Kasumbalesa deviendrait une autoroute, bien que la route nationale ait été déjà réfaites récemment. Dans le même registre, les investisseurs brésiliens vont aussi dans le même sens que les chinois.

### Télécommunications
Le secteur des télécommunications se développe avec l’expansion de la téléphonie mobile qui permet de relier les principales villes du pays grâce au système GSM. La forte augmentation des abonnés (de quelques milliers seulement au début de la décennie à plus de 6 500 000 en 2007) a eu un impact important sur le PIB.
Cette course effrénée vers la téléphonie mobile a presque inondé le marché congolais des sociétés des télécommunications (téléphonie fixe comme mobile). Cette forte demande se révèle être une part importante du PIB, mais également une offre importante qui a tiré vers le bas le taux de chômage important du pays.

#### Téléphonie fixe, mobile et infrastructure générale
Bien qu'abritant le siège de l'Union Panafricaine des Télécommunications, la RDC ne dispose pas d'un réseau de téléphonie publique. D'ailleurs, ce secteur longtemps sous le contrôle de l'État n'était pas compétitif.
C'est en 1986 qu'on assiste à la naissance de la première firme de téléphonie cellulaire qui s’est vu attribuer la totalité de la gamme de fréquences utilisables et même d’un préfixe réservé à l’extension ultérieure de l’office des PTT. Quatre années après, le gouvernement décide de libéraliser. En 2003, la population congolaise s'ouvre au monde grâce cette fois-ci à la téléphonie cellulaire. Et depuis des opérateurs de téléphonie cellulaire se sont multipliés.

#### Internet
Le public congolais a eu connaissance d'internet vers 1995 au travers d'initiatives privées (quelques cybercafés ont vu le jour). Si les premières années l’accès à Internet en RDC était un luxe pour la majorité de la population dont le revenu est faible, dorénavant[Quand ?] plus de 75 % des Congolais sont connectés sur le réseau internet.

## Structure économique

### Agriculture

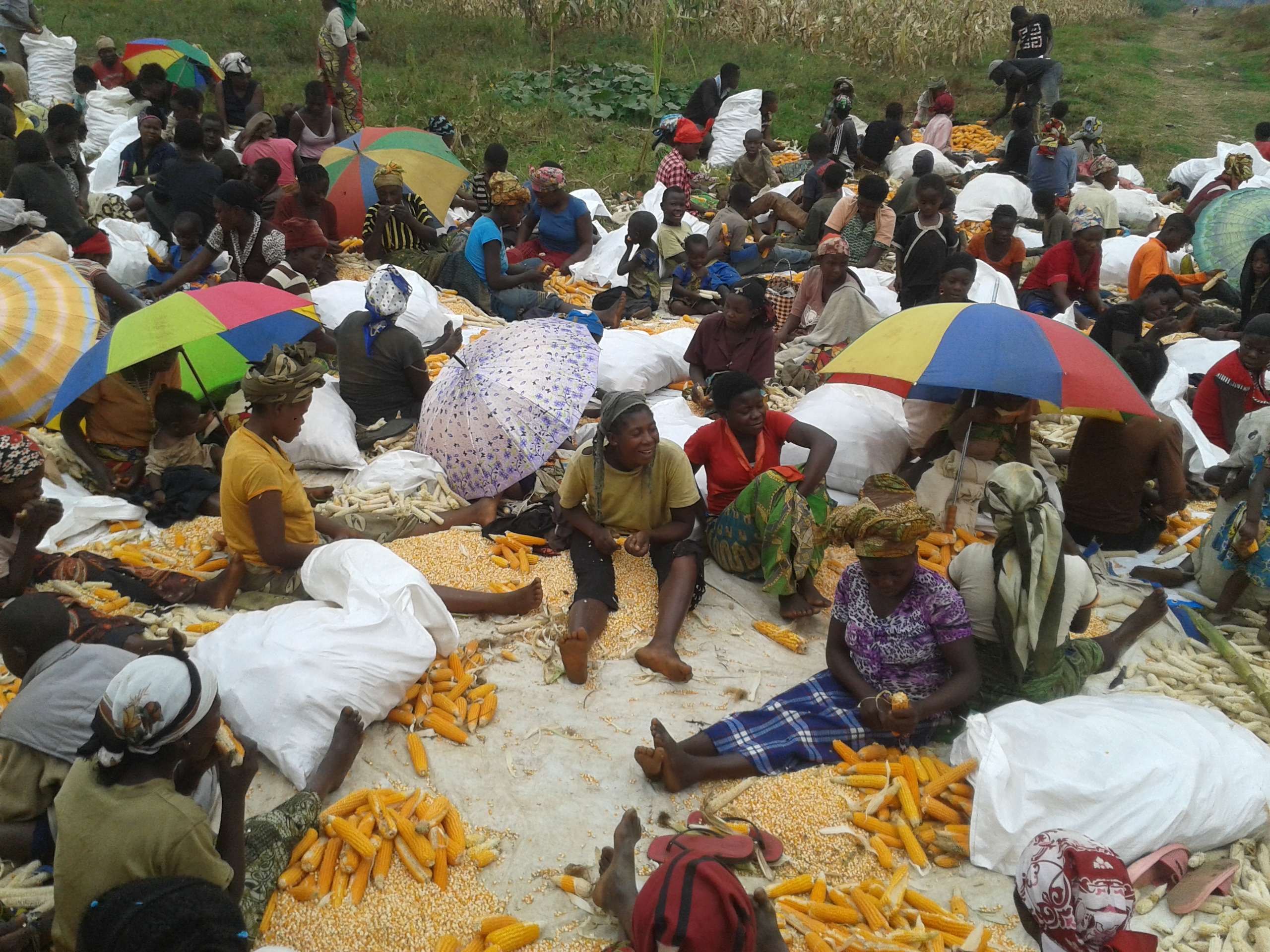
Femmes égrenant le maïs.

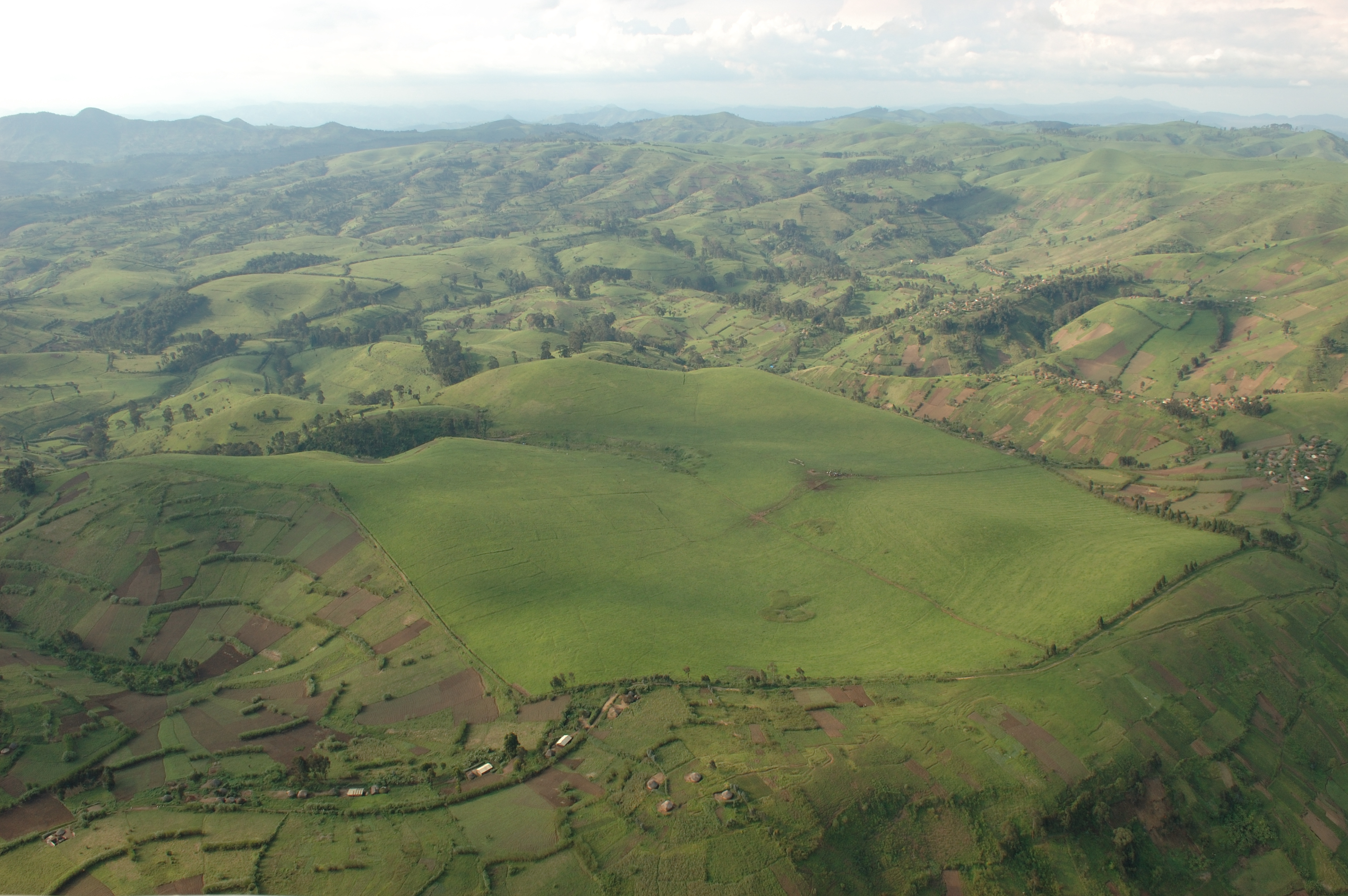
Avec 80 millions d’hectares de terres cultivables, le Congo pourrait nourrir près d’un tiers de la population mondiale.

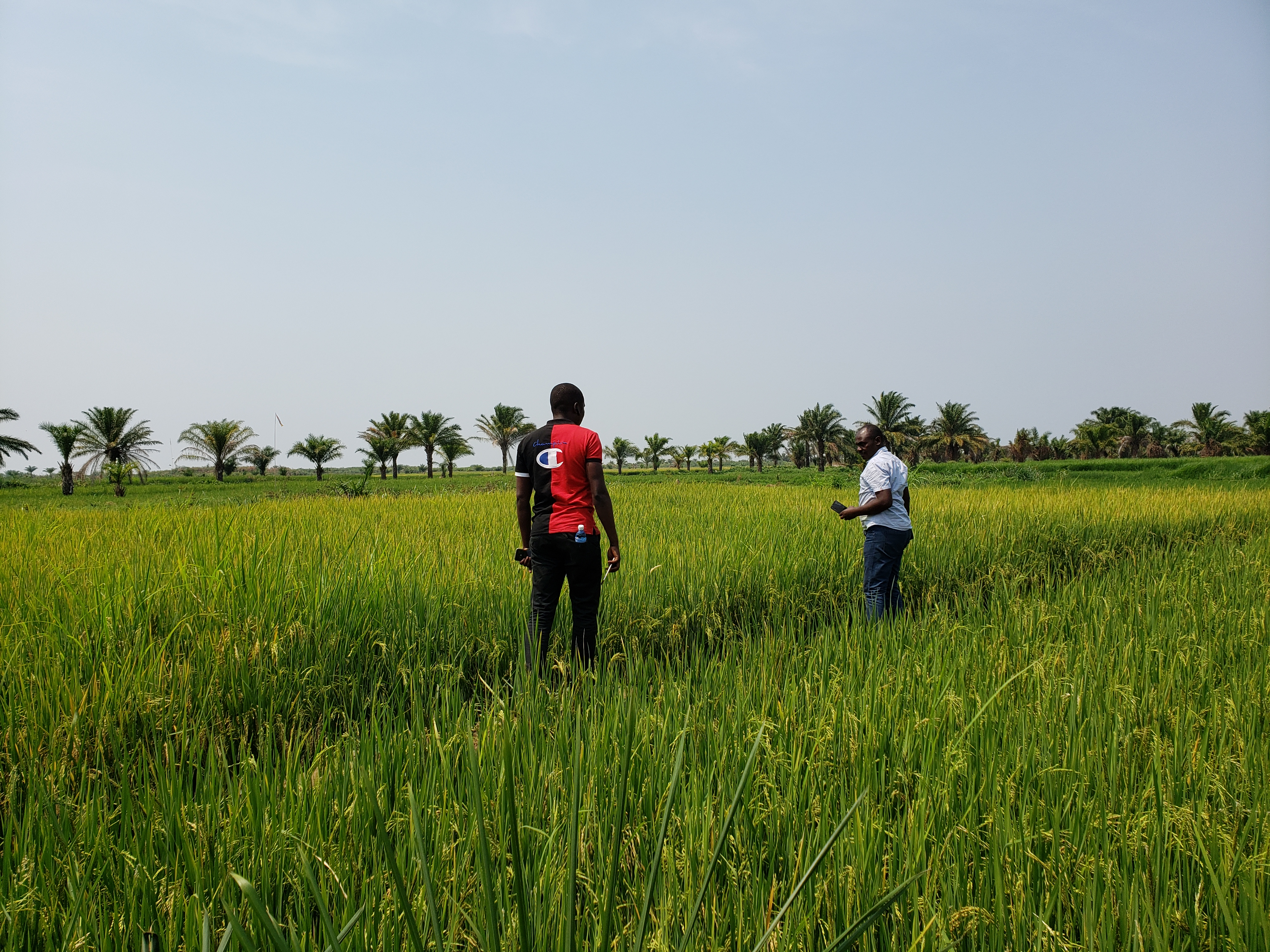
Riziculture dans la province du Tanganyika.

Les exportations agricoles ne représentent qu’environ 10 % du PIB en 2006, contre 40 % en 1960. Jadis florissant, avec une production plus réduite, le secteur agricole aujourd’hui de la RDC — totalement paralysé — connaît une asthénie de productivité conduisant 73 % de la population congolaise à vivre en insécurité alimentaire, les importations de denrées alimentaires (produits de première nécessité) augmentent et les exportations des produits de rente baissent. La production s'est en effet réduite depuis quelques années à des activités de subsistance malgré des conditions naturelles favorables (environ 97 % des terres arables bénéficient d’une saison culturale de plus de huit mois dans l’année. De plus, 34 % du territoire national sont de terres agricoles dont 10 % seulement sont mises en valeur).
Ce problème sectoriel, partiellement lié à la faiblesse de la productivité, relève de problèmes d'accès au marché, d'évacuation des produits, de conservation, de la perte de main-d'œuvre agricole (à la suite des conflits et aux maladies endémiques) et des semences de qualité, de l’utilisation de techniques inappropriées, et du manque d’instruments de travail adéquats.
Cependant, l'agriculture reste le principal secteur de l'économie, représentant 57,9 % du PIB en 1997. Les principales productions exportées sont le café, l'huile de palme, le caoutchouc, le coton, le sucre, le thé, et le cacao tandis que les cultures vivrières concernent essentiellement le manioc, la banane plantain, le maïs, l'arachide, et le riz. En 1996, l'agriculture occupait 66 % de la population active.

### Élevage
L’élevage, dont les capacités potentielles varient entre 30 et 40 millions de bovins avec une charge bétail de 1/6 à 1/12 pendant toute l'année, n'est pas encore la priorité du gouvernement. Il est peu développé en république démocratique du Congo, en partie en raison des conditions naturelles qui ne sont pas favorables à l'élevage du gros bétail, sur une grande partie du territoire. La forêt dense n'a pas de pâturages et la trypanosomiase, véhiculée par la mouche tsé-tsé, sévit à l'état endémique dans la plupart des régions basses du pays. Les régions montagneuses de l'est et du sud-est (Kivu) sont, en revanche, propices à l'élevage. Le bétail y aurait été introduit par des populations tutsies venant des pays voisins. Cet élevage est pratiqué par des populations de pasteurs spécialisées ou par quelques rares ranches modernes. Les techniques d'élevage restent cependant rudimentaires chez les éleveurs traditionnels et les soins vétérinaires sont peu pratiqués.
Les effectifs du cheptel bovin ont été estimés au niveau national à environ 11 277 130 têtes. Ils sont en constante baisse depuis 1990, avec une chute de 11 % en 1993 et 18 % en 1995. Outre ce troupeau, dans presque tous les villages, un petit cheptel de caprins, de porcs, d'animaux de basse-cour (volailles) vit en liberté autour des cases et à la périphérie des villes. D'une manière générale, même si la viande, surtout les morceaux « nobles », est de moins en moins consommée par les couches défavorisées, qui privilégient les bas morceaux (capa), la poule (1 000 t. importées mensuellement) ou le poisson bon marché dans leur alimentation, la production de viande et de volailles demande de recourir aux importations. De même, la production d'œufs et de lait est très insuffisante.[réf. nécessaire]

### Industrie

Un père et son fils déchargeant des sacs de ciment près de Goma.

Le secteur industriel n'a contribué pour 5,6 % au PIB en 2003. Autrefois important, il est actuellement composé de quelques petites usines dans le textile, l’agroalimentaire, la chimie et le secteur des biens d’équipement. Toutes les branches de production ont souffert de la crise qui frappa le pays. Les industries manufacturières ont été coupées de leurs sources d’approvisionnement en matières premières et de leurs débouchés en produits finis; elles n’utiliseraient qu’entre 15 et 17 % des capacités productives installées.
Le secteur secondaire est très peu développé et caractérisé par une forte présence de l’État, marginalisant ainsi le secteur privé. La plupart des sociétés sont publiques ou à participation mixte, avec souvent une participation majoritaire de l’État. Malgré le processus de privatisation en cours (programme PMPTR), l’État reste le principal opérateur dans la plupart des secteurs économiques comme l’énergie, les mines, les forêts, l’hydraulique, le transport et le bâtiment.
La république démocratique du Congo se lance dans la mise en place de zones économiques spéciales pour encourager la renaissance de son industrie. La première ZES devrait voir le jour en 2012 dans la commune kinoise de N'Sélé et sera consacrée aux agro-industries. Les autorités congolaises prévoient déjà d'en ouvrir une autre dédiée aux industries minières (dans le Katanga) et une troisième consacrée aux cimenteries (dans le Bas-Congo).

### Services
Le secteur des services est dominé par les transports et les télécommunications. Timidement, il a commencé à attirer des investisseurs. Le secteur tertiaire a représenté 27,9 % du PIB en 2005 et affiché un taux de croissance réel de 7,8 %, essentiellement dû aux bonnes performances des transports, des télécommunications et des services financiers.
Si le conflit a fortement détérioré la qualité des infrastructures routières, fluviales et ferroviaires, la reprise amorcée en 2003/04[Quoi ?] a soutenu la demande de transports en commun dans les grandes villes.

### Secteur informel

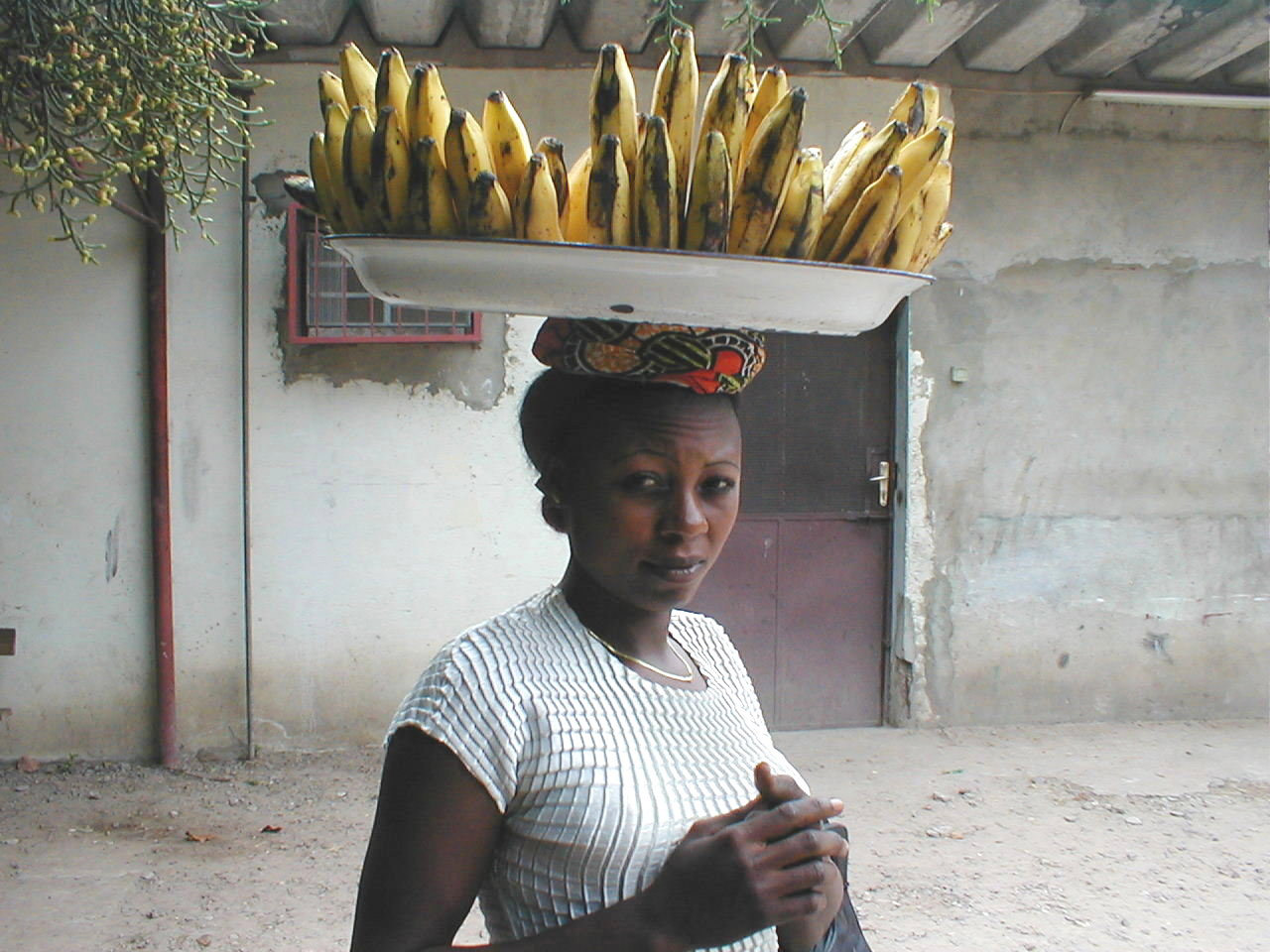
Congolaise transportant des bananes.

L’économie de la république démocratique du Congo est aujourd’hui bien plus pauvre qu’elle ne l’était à l’indépendance. La désorganisation de l’offre et l’érosion presque continue de la demande l’ont entraînée depuis les années 1970 dans une spirale négative, provoquant l’informalisation de secteurs entiers, voire leur « criminalisation », jusqu’à ce que le pays s’installe dans une économie de guerre à la fin des années 1990. En 1990, selon un Rapport de la conférence nationale souveraine, le secteur informel représentait près de 60 % des activités économiques. Douze ans après, il est évident que ce pourcentage représente plus de 80 % des activités.
Selon les statistiques du BIT la population œuvrant dans l’économie informelle est estimée à 19 871 347 personnes soit 72 % de la population en âge actif.
La part de l’économie informelle dans la création d’emplois s’est accrue continuellement au point de devenir le « secteur dominant » de la république démocratique du Congo. L'économie informelle en RDC revêt plusieurs formes.
Bien que le volume de production de ce secteur a grandement augmenté, le secteur informel congolais ne joue pas un rôle essentiel dans l'économie nationale, fournissant des revenus minimum à ses employés.

### Secteur privé
Le secteur privé a évolué, depuis environ trois décennies, dans un environnement particulièrement difficile. En effet, depuis les années 1970, les effets conjugués de l’effondrement des cours de cuivre et du crash pétrolier sur l’économie, les mesures suicidaires de Zaïrianisation et de la radicalisation, ainsi que des grèves régulières et un climat d’insécurité généralisé des années 1990 ont contribué à briser l’essor des secteurs productifs, en installant un climat de méfiance, particulièrement auprès des opérateurs économiques expatriés, entraînant ainsi la fuite de capitaux.
Les pillages de 1991 et 1993 ainsi que les guerres de 1996 et 1998 ainsi que les conflits armés ont également conduit à la destruction de l’outil de production et ont eu comme corollaire le découragement des investisseurs étrangers et le tarissement de l’aide publique au développement, principale source de financement de l’investissement public. L’on constate à la même période un recul de l’investissement de 13 % en 1990 à 4,4 % en 2000. Il en résulte la perte d’emplois et la baisse des revenus, à la suite de la fermeture d’un nombre important d’entreprises accentuant ainsi le chômage et la pauvreté dans le pays. En 2005, le taux d'activité s'est situé à 63,1 % au niveau national dont 50,8 % en milieu urbain et 68,1 % en milieu rural. La prédominance des emplois dans la petite entreprise familiale agricole met en exergue la fragilité du marché du travail et les difficultés des conditions de vie des ménages.
Les petites et moyennes entreprises sont confrontées à un environnement politique et économique défavorable ainsi qu’à un cadre réglementaire inadapté et mal appliqué. Cette situation les a mises dans un état d’essoufflement et a conduit à une forte baisse de leur activité. La plupart des PME et PMI ont été créées dans le but d’exploiter les opportunités que présente un environnement protectionniste. Au stade actuel de la mondialisation, de libéralisation de l’économie et d’intégration régionale, ces PME et PMI souffrent d’un manque de compétitivité face aux produits extérieurs à cause des difficultés d’approvisionnement et l’étroitesse du marché national/local.
Par ailleurs, depuis déjà des années, le patronat congolais regroupé au sein de la Fédération des Entreprises du Congo se présente comme l'institution représentant le secteur privé congolais.

## Position extérieure

Carte des États membres le COMESA.

La république démocratique du Congo participe aux efforts de libéralisation au sein de plusieurs organisations économiques régionales auxquelles elle appartient, telles que la CEEAC, le COMESA et la SADC. La république démocratique du Congo fait également partie des pays bénéficiant de tarifs commerciaux préférentiels avec les États-Unis dans le cadre de l’AGOA, et avec l’Union européenne dans le cadre de l’initiative « Tout sauf les armes ». Par ailleurs, les autorités ont engagé une réforme de l’office des douanes et mis en place un guichet unique depuis un certain temps, au port de Matadi, pour faciliter les formalités et permettre un meilleur contrôle des recettes fiscales de l’État.
Les exportations ont chuté d'1,5 milliard de dollars en 1996 à environ 800 millions en 1999. Malgré la progression enregistrée depuis 2000, les exportations, représentant 1,3 milliard de dollars en 2003, n’ont pas encore retrouvé le niveau des années 1990. Cependant, depuis 2001, la part des exportations dans le PIB s’est accrue, de 13,3 % en 2001 à 27 % en 2004.
Parallèlement, la part des importations est en forte hausse (passée de 12 % du PIB en 2001 à 27,4 % en 2004), traduisant la reprise des investissements d’infrastructures et la mise en place du réseau GSM. Cette évolution a entraîné un déficit commercial, qui s’élevait à plus de 0,4 % du PIB en 2004.
En 2003, les flux d’investissements étrangers ont atteint 132 millions de dollars et représentaient 23,6 % de la formation brute de capital fixe. Les IDE (investissements directs étrangers) en RDC se sont élevés à 500 millions de dollars en 2006, contre 405 millions en 2005 et une moyenne annuelle de seulement 5 millions entre 1990 et 2000. Les investisseurs étrangers, plus particulièrement les Chinois et les Sud-Africains, ont diversifié leurs placements dans le secteur minier mais également dans l’énergie et le secteur bancaire. Avec le retour de la paix et le succès des élections, les montants d’IDE devraient encore augmenter. Déjà, il y a décrispation au niveau des investisseurs. Ils viennent de plus en plus nombreux et divers.
Par ailleurs, l’aide publique au développement a repris progressivement depuis 1999, et le soutien financier de la communauté internationale est l’une des clés du redressement économique. Le FMI a accordé un prêt de 750 millions de dollars dans le cadre de la FRPC (Facilité pour la réduction de la pauvreté et la croissance) sur la période 2002-2005, et la Banque mondiale un prêt de 450 millions de dollars dans le cadre de son ERC (Crédit pour la reprise économique), 214 millions ayant été approuvés en septembre 2003 et 200 millions en février 2004. En 2004, l’aide extérieure dépassait un milliard de dollars, dont près des deux tiers provenaient des institutions multilatérales.

## Rôle de l'État

### Implication directe dans l'économie
En 1966, les puissantes industries minières du Kasaï et du Katanga ont été nationalisées. C'est alors l’âge d’or du Congo, maintenant indépendant : en 1967 1 franc congolais vaut alors 2 dollars américains, les écoles publiques se développent et l’exode rural s’accélère.
À partir de 1973, le pays est touché par une crise économique aiguë, due à l’effondrement des cours de cuivre et au crash pétrolier. La corruption se généralise et l'inflation devient galopante, tandis que Mobutu privatise de nombreuses entreprises à son nom ou aux noms de ses proches (étant donné l’insuffisance de préparation de nouveaux propriétaires de biens économiques et financiers, on assiste à une véritable hécatombe : les entreprises connaissent le lock-out les unes après les autres) (zaïrianisation et radicalisation). Ce sombre tableau se verra complété par des grèves régulières et un climat d’insécurité généralisé qui ne va commencer à s’estomper qu’au début du nouveau millénaire.
Ces multiples et diverses causes vont pousser les nouvelles institutions (Gouvernement de transition) à penser à de nouvelles formes d’intervention d’État pour renverser la vapeur. Parmi les structures enfantées par celles-ci, avec l’appui de leurs partenaires, on retrouve COPIREP, BCECO, et autres.
Le Comité de Pilotage de la Réforme des Entreprises Publiques (COPIREP), structure mise en place aux termes des Décrets no 136/2002 du 30 octobre 2002 et 04/047 du 20 mai 2004, est le conseil du Gouvernement, chargé de conduire la politique de la réforme des entreprises publiques (surtout dans les secteurs considérés rentables pour l’État : mines, énergie, transports, télécommunications et finances).
L’offensif du gouvernement se traduit par une recherche permanente des ressources et de partenariat pour ainsi combler, mieux répondre efficacement aux besoins de son économie. De ce fait, après la Chine, le pays se rapproche des autres pays dits émergents, notamment le Brésil et l’Inde.

#### Politique économique

Taux de croissance du PIB et volume de PIB par habitant.

La situation économique et financière de la république démocratique du Congo qui a prévalu, à la fin du siècle dernier, à amener l’économie à une très profonde dégradation. Aucun pan de l’économie n’y a échappé. Un taux de croissance négatif (atteignant même –4,3 % en 1990 à –11,4 % en 2000) et un taux d’investissement qui s’élevait à 8,5 % en 1997 est tombé à 4,5 % en 2000 ne pouvaient avoir que comme conséquence une paupérisation considérable de la population congolaise. Le revenu par tête est tombé de 191 dollars américains en 1990 à 80 dollars en 2000. L’inflation est demeurée très vive, atteignant, par exemple, 3642 % en 1991, 9796,9 % en 1994 et, plus récemment, 511 % en 2000. Les finances publiques se sont soldées constamment par d’importants déficits couverts essentiellement par les avances de la Banque centrale du Congo. La monnaie nationale a perdu l’essentiel de sa valeur sur le marché des changes ; en dépit de multiples réformes monétaires. L’hyperinflation et la dépréciation monétaire, consécutives à l’expansion inconsidérée des liquidités intérieures, ont inexorablement contribué à l’effritement du pouvoir d’achat des ménages.
Confronté aux déséquilibres macroéconomiques, à la montée considérable de l’endettement et à la dépression, le pays s’est vu être contraint, dans les décennies 70 et 80, à adopter une gamme de politiques recommandées par le Fonds monétaire international et la Banque mondiale. Des politiques de stabilisation mêlées aux mesures de régulation conjoncturelles n’ayant pour fin que le rétablissement des équilibres budgétaires et des paiements extérieurs ont été appliquées dans les premières années, avant d’être complétées, plus tard, par des politiques structurelles (ajustement structurel). Visant toute la sortie du pays dans la récession dans laquelle elle s'est plongée.
Quelle que soit l’analyse faite, les approches monétaire de la balance des paiements et de l’absorption se rejoignent pour désigner, au Congo, comme cause principale du déséquilibre externe, le financement monétaire de l’État à l’occasion de ses déficits budgétaires récurrents et importants. Ici, les impératifs de stabilisation économique et financière ne sont devenus vraiment apparents que lorsque les déséquilibres extérieurs ont été profondément rompus. La dévaluation s’est imposée, à chaque fois, comme le principal instrument pour résorber les déséquilibres.
En dépit de la succession des programmes de stabilisation, force est de constater que le recul de la production et l’aggravation des déséquilibres interne et externe ont persisté. Ce qui soulève, bien entendu, la question pertinente tant de l’opportunité que de l’efficacité de ces programmes.
Sur ce dernier point, certains analystes ont soutenu que le peu de succès rencontré par les programmes de stabilisation dans les années 1970 et 1980 tiendrait au caractère fragile et irréaliste de leurs objectifs, car ils étaient « axés essentiellement sur le rétablissement des équilibres financiers et accessoirement sur la relance de l’appareil de production »,.
Depuis déjà des années, le gouvernement a pris de nouvelles orientations à travers une gamme des mesures d’ajustement économique portée successivement par le Programme Intérimaire Renforcé (PIR) et le Programme Économique du Gouvernement (PEG) mises en œuvre respectivement en 2001 et 2002. Ses différentes politiques macroéconomique augurent des perspectives prometteuses. Le changement de la contre-performance économique de la décennie 90 en performance économique, le retour sur le sentier de la croissance économique, la relative stabilité des prix et du taux de change sont tant d'éléments à enregistrer dans le compte de ces politiques. Et « progressivement, on y assiste à la reprise de la coopération structurelle avec ses principaux partenaires au développement ; en même temps qu’arrivent de plus en plus d’investisseurs potentiels désireux de s’installer dans le pays ». Pour certains économistes congolais, cette situation positive est à la fois le résultat de la stabilité macroéconomique, conjuguée avec les effets des réformes structurelles ainsi que les dividendes de la paix retrouvée.
En revanche, la situation économique de la RDC demeure encore précaire, comme peuvent en témoigner des déficits budgétaires du dernier trimestre de l'année passée. Et le pays occupe, en 2008 selon la Banque mondiale, le 178e position, c'est-à-dire la dernière place, sur la liste des pays du monde considérés d'après leurs capacités à offrir de réelles facilités de faire des affaires.

### Lutte contre la corruption

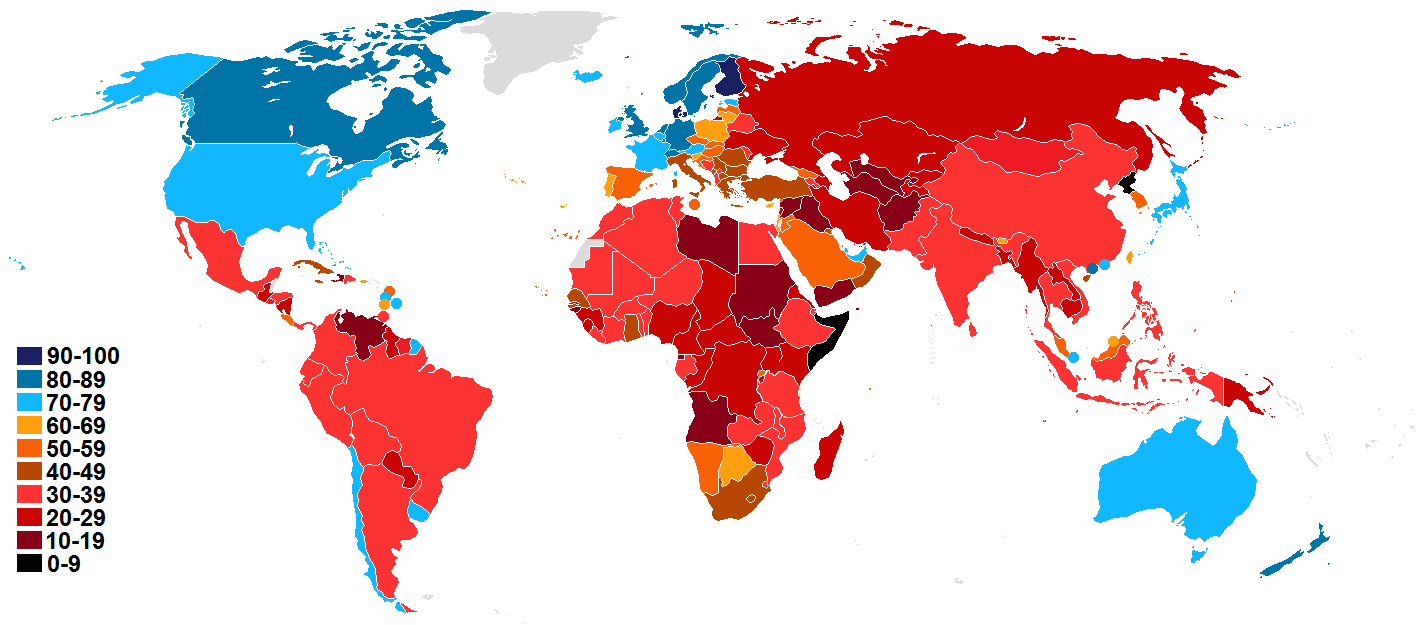
Indice de perception de la corruption : la RDC occupe en 2015 la 156e place sur 179 avec un score de 22 %.

L'économie de la RDC souffre de plusieurs problèmes, notamment la corruption. Le rapport de l’ONG Transparency International attribue chaque année des mauvaises notes à la république démocratique du Congo. Pour l'année 2006, elle s'est classée 6e pays le plus corrompu de la planète et 3e de l'Afrique.
Cependant, la situation n’a pas toujours été ainsi. Ce n'est que quelques mois après l’âge d’or du Congo, c’est-à-dire à partir de 1973, quand le pays est touché par une crise économique aiguë, que la corruption se généralise, principalement à cause de la nationalisation par Mobutu de nombreuses entreprises détenues par des étrangers (zaïrianisation) et des politiques de grands travaux (éléphants blancs).
De manière générale, les nouveaux propriétaires de biens économiques et financiers n'étaient pas suffisamment préparés pour assurer une gestion de moyen et de long terme de l'outil de production.
Sous le régime de Laurent-Désiré Kabila, une période de terreur s'installe à la faveur d'une forme de justice immédiate et sévère à l'égard des dignitaires soupçonnés de détournement.
Le gouvernement de transition n'a pas ébauché de projets efficaces pour combattre la corruption. La période du gouvernement "1+4", est une période d'après-guerre difficile pour la RDC, vu que la paix est fragile et dépend de la rente que l'on accorde à toutes les parties. La corruption et les détournements restent des pratiques courantes et il faudra attendre 2007 pour voir la réforme des finances publiques avec la chaîne des dépenses. En revanche, l'avènement de la Troisième République témoigne de la volonté de tourner la page en changeant l'image du pays. Ainsi, on sent une « ferme volonté » d’éradiquer la corruption.
À l'été 2007, le gouvernement congolais s'est lancé dans la campagne de « changement des mentalités ». Une campagne qui a été fortement critiquée en raison de sa courte durée.
Les conséquences de la corruption sont néfastes pour l'industrialisation du pays. Les trois quarts des projets ne sont pas menés à bien, ce qui empêche la création d'emplois et la croissance économique. Selon une estimation de 2012, le préjudice se situerait entre 400 et 800 millions de dollars, et la corruption provoquerait entre 30 et 40 % de surcoût pour l'achat des produits. Des professions comme les taxis reconnaissent devoir payer régulièrement des pots-de-vin aux forces de sécurité.
Début décembre 2022, le géant suisse du négoce de matières premières Glencore trouve un accord pour payer 180 millions de dollars à Kinshasa en raison des faits de corruption dont il est reconnu coupable.

### Monnaie
Le Congo a une longue historique des instruments monétaires depuis la période précoloniale : commençant par les coquillages (quiranda, N’zimbu) en passant par les tissus, les métaux et pour terminer les animaux domestiques. Aussi tôt qu’elle entre en contact avec l’extérieur, d’autres instruments d’échange apparurent dont : les cauris, les tissus de fabrication européenne, les perles de fabrication européenne, le laiton d’origine européenne et le sel importé. C’est avec l’indépendance qu’elle veut affirmer son autonomie en lançant sur le marché la monnaie fiduciaire.
Cette dernière, à l’heure actuelle, reste l’une des monnaies les plus instables du monde. D’apport parce qu’elle a été à plusieurs reprises démonétisée, et ensuite parce qu’elle a été dévaluée. Entre 1960 et 2007, diverses réformes monétaires ont été mises en place : la monnaie congolaise a été dévaluée quatorze fois. La dévaluation s’est imposée, à chaque fois, comme le principal instrument pour résorber les déséquilibres. Toutes ces dévaluations ont presque pour origine le déficit des finances publiques qui a dû être résorbé par la planche à billets.
Depuis l’indépendance, la RDC a adopté trois régimes des changes, à savoir :
- Régime de change fixe : 1960 – septembre 1983 où la monnaie congolaise a été rattachée successivement au franc belge, au dollar américain et puis au DTS
- Régime de change contrôlé : septembre 1983 – février 2001
- Régime de change flottant : depuis février 2001

De plus, dans la vie économique du Congo démocratique, il y a deux périodes où il est noté un véritable phénomène inflationniste de la nature de sous-développement. La première va de 1960 à 1967 et la seconde de 1990 à 1999. L’inflation de la première période « est une inflation du type institutionnel. Celle-ci trouve sa cause profonde dans la désarticulation de l’organisation politique dès l’accession du pays à l’indépendance ». La seconde est « caractérisée par des mutations politiques avec l’amorce du processus démocratique, mutation ayant les mêmes incidences économiques néfastes que durant 1960-1967, incidences liées à la faiblesse des gouvernements et à une gestion économique et budgetaire laxistes ».
Le pays est entré dans la spirale hyperinflationniste avec des taux d’inflation à quatre chiffres à des niveaux impensables (9786,9 % en 1994). À part 1997 où le taux d’inflation est tombé miraculeusement à 13,7 %, les autres années sont caractérisées par une très forte inflation. Au cours de la période 2001–2005, le taux d’inflation annuel moyen a été 367,4 % et le taux de change de la monnaie nationale par rapport au dollar américain s’est déprécié en moyenne de 70,5 %. Néanmoins, cette situation semble s’améliorer depuis. C’est exactement en 2001 que l’on assiste à une baisse drastique du niveau général des prix qui va être ramené à une inflation à un chiffre.
Par ailleurs, l’histoire monétaire de la république démocratique du Congo se révèle être importante aux yeux des économistes dans la mesure où elle offre un champ d’étude vaste et riche pour vérifier quelques théories de l’économie monétaire. Dans ce cadre la réforme monétaire, par exemple, opérée le 22 août 1993 avec un changement de signes monétaires illustre avec beaucoup d’évidence le rôle de l’élément confiance dans la monnaie. À la suite du refus des deux provinces du Kasaï (Kasaï-Occidental et Kasaï-Oriental) d’utiliser les nouveaux signes monétaires, il s’est créé, dans le pays, un nouvel espace monétaire où les anciens signes monétaires ont continué à circuler malgré leur démonétisation,.

### Finances publiques
Le budget est largement dépendant des ressources extérieures sous forme de dons et de prêts qui, depuis 2003 dépassent les recettes propres de l’État. Pour l’année 2004, l’appui direct au budget s’élève à plus de 240 millions de dollars, provenant de la Banque mondiale et de la BAD (Banque africaine de développement).
Les recettes fiscales, qui avaient plafonné à 6,9 % du PIB en 2003 (exerçant de fortes pressions sur le budget de l’État), auraient atteint 7,9 % du PIB en 2004 grâce à un effort ciblé sur les grands contribuables et l’administration des douanes.
Le gonflement des dépenses budgétaires est principalement lié à la mise en place des institutions de la transition politique et au coût du maintien de la paix. Dans ce contexte, l’État a dû maîtriser ses autres dépenses, notamment les charges communes comme le carburant, et réduire le gaspillage. Les subventions et les exonérations en matière de produits pétroliers ont notamment été supprimées, l’augmentation des cours mondiaux du pétrole étant répercutée sur le prix à la pompe et sur le prix du transport par l’application d’un mécanisme automatique. Le montant des arriérés accumulés, notamment avant l’année 1997, demeure un problème important. Certains fonctionnaires ne sont plus payés depuis des années.[réf. souhaitée]
Actuellement, les dépenses de santé, d’éducation et d’infrastructures économiques de base dépendent exclusivement des financements extérieurs.
La dette extérieure est très élevée (12,6 milliards de dollars ou près de 200 % du PIB à la fin 2004).
En ce qui concerne la dette bilatérale, la RDC a signé en septembre 2002 un accord de restructuration avec le Club de Paris et a bénéficié d’un allègement de 67 % du service de la dette. Ensuite, dans le cadre de l’initiative PPTE (Pays pauvres très endettés), l’allègement a été porté à 90 % et représentait 100 millions de dollars en 2003, 200 millions de dollars en 2004 et, à partir de 2005, entre 200 et 400 millions de dollars par an. Plusieurs pays ont indiqué leur volonté d’effacer la dette dès que le pays aura atteint le point d’achèvement, et même dès à présent (pour la Suisse). La Belgique donne chaque année 200 millions d'euros à la république démocratique du Congo, une ancienne colonie belge.
En 2015, le gouvernement congolais employait 1.143.908 personnes reparties entre plus de 80 différentes administrations, dont la remuneration est resumée de la manière suivante,:
| Code de Section | Section                              | Emplois Remunerés | Budget de Rémunération (CDF) | %    | Budget Total (CDF)    | % Total |
| --------------- | ------------------------------------ | ----------------- | ---------------------------- | ---- | --------------------- | ------- |
| 10              | Présidence                           | 7.301             | 56.916.994.264               | 2,77 | 127.524.837.751       | 1,75    |
| 11              | Primature                            | 887               | 14.999.298.218               | 0,73 | 26.528.982.939        | 0,36    |
| 16              | Assemblée Nationale                  | 3.759             | 76.373.113.402               | 3,72 | 174.310.627.934       | 2,39    |
| 17              | Senat                                | 1.245             | 24.338.904.664               | 1,18 | 51.532.839.304        | 0,71    |
| 24              | Intérieur et Securité                | 161.431           | 221.789.556.734              | 10,8 | 352.402.292.249       | 4,84    |
| 25              | Défense Nationale                    | 162.622           | 264.899.865.088              | 12,9 | 473.564.580.557       | 6,5     |
| 30              | Finances                             | 19.532            | 45.458.750.373               | 2,21 | 1.315.112.718.655     | 18,06   |
| 37              | Santé Publique                       | 43.767            | 168.359.966.403              | 8,2  | 666.520.502.089       | 9,15    |
| 38              | E.P.S.P                              | 398.652           | 575.835.956.973              | 28,1 | 788.571.236.914       | 10,83   |
| 61              | Fonction Publique                    | 153.110           | 41.713.442.025               | 2,03 | 71.422.481.804        | 0,98    |
| --              | Outros                               | ---.---           |                              |      |                       |         |
|                 | Total du Gouvernement Central        |                   |                              |      | 7.287.133.585.771     |         |
|                 | Retrocession aux 26 Provinces (40 %) |                   |                              |      | 1.793.357.814.684     | 21,15   |
|                 | Total                                | 1.143.908         | 2.050.731.991.465 CDF        | 100  | 8.476.362.260.623 CDF | 100     |

### Banques
La monétisation du déficit public, qui poussait l’inflation vers des niveaux très élevés, a été largement maîtrisée à partir de 2002. Dans le même temps, la BCC (Banque centrale du Congo) était dotée de nouveaux statuts établissant son indépendance dans la conduite de la politique monétaire (même si ses hauts dirigeants sont nommés par le président de la République) et limitant les avances au Trésor. Le taux d’inflation, qui culminait à près de 900 % pendant la décennie 1990-2000 et 357 % en 2001, a ainsi été ramené à un taux à un chiffre depuis 2007 (9,9 %). Il est depuis, peu ou prou, à ce jour stable.
La maîtrise de l’inflation a permis à la BCC de diminuer progressivement son taux d'escompte, passé de 27 % en 2002 à 6 % au premier semestre de 2004, avant de remonter à 14 % en août 2004 du fait des tensions inflationnistes. Cependant, étant donné la faible bancarisation de l’économie et le mauvais fonctionnement du système bancaire, la manipulation des taux d’intérêt n’est pas un instrument efficace de régulation de la masse monétaire. La BCC doit par ailleurs faire face à un fort accroissement de la demande de liquidités, en raison notamment d’un retour relatif à la confiance en la monnaie nationale, dans une économie très largement « dollarisée ». Les acteurs économiques effectuent l’ensemble de leurs transactions en espèces, en dépit de l’absence de grosses coupures.

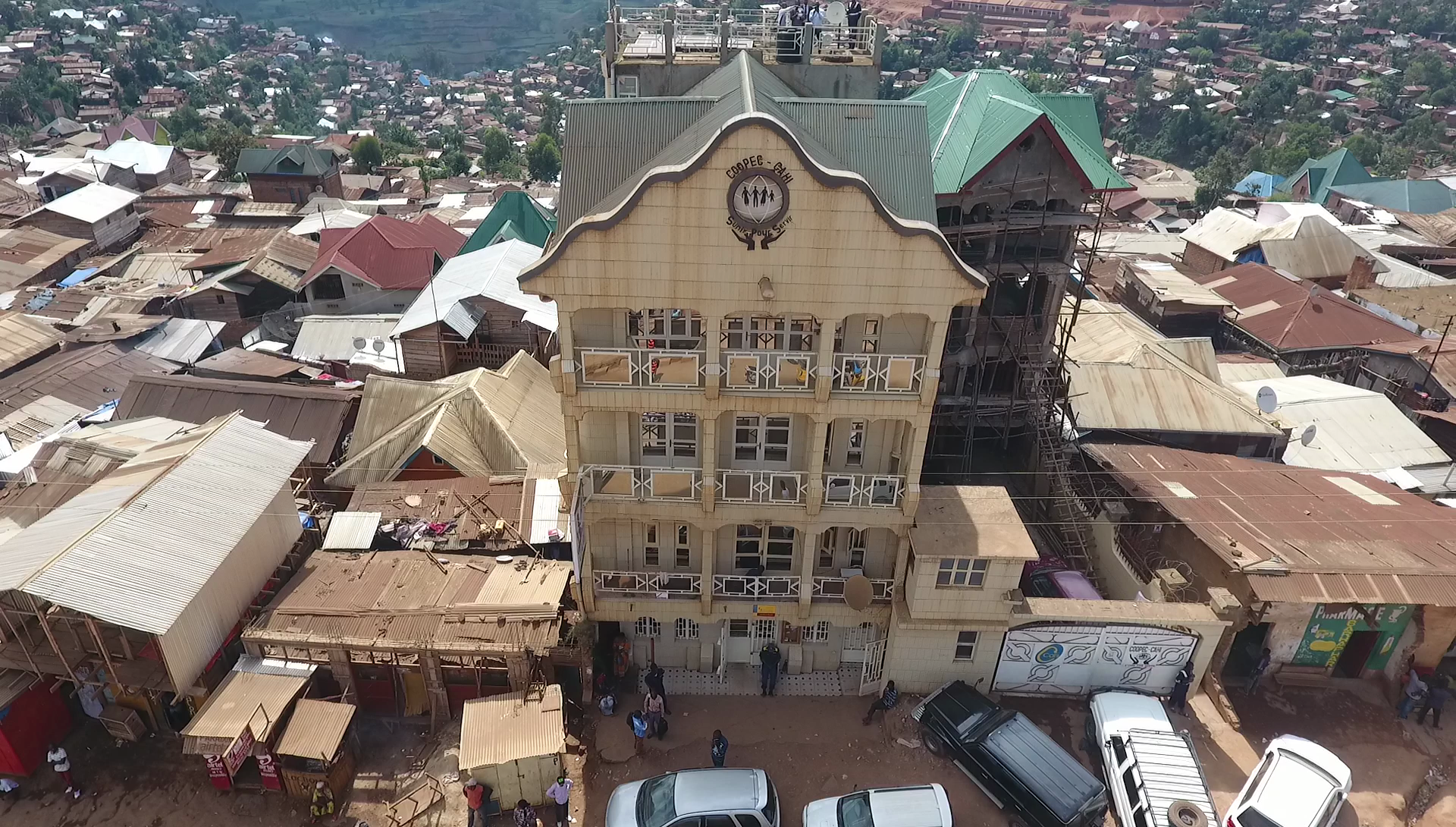
Siège de la Coopérative d'épargne et de crédit de Cahi (COOPEC CAHI) à Bukavu.

La crédibilité des banques a été fortement ébranlée avec les faillites et le manque de liquidités. Le nombre de comptes bancaires est infime, environ 35 000. De façon générale, la couverture géographique du système bancaire reste très faible. Il n’y a qu’un guichet pour 2,4 millions d’habitants et il n’existe qu’une dizaine de banques commerciales dont l’essentiel des activités est concentré à Kinshasa. Les opérations du secteur bancaire sont limitées au financement du commerce et aux opérations de change. Le montant des crédits à l’économie représentait moins de 1 % du PIB en 2003. Les crédits sont généralement octroyés en dollars, pour une période qui n’excède pas six mois. Il existe peu de transactions sur le marché interbancaire en dépit de l’émission, depuis fin 2002, de BTR (Billets de trésorerie) par la BCC. Les banques ont fait l’objet d’un important programme de restructuration, de recapitalisation et de liquidation. En 2004, neuf banques avaient été liquidées, dont trois banques publiques, et sept sont en cours de restructuration. Des signes encourageants se manifestent toutefois avec l’arrivée de capitaux étrangers dans le secteur (Citibank, Stanbic, etc.), et du groupe Rawji.
Depuis quelque temps déjà la Banque Centrale du Congo pense à la création d’un système financier national. Jusqu’à maintenant, elle étudie les différentes modalités. Toutefois, la réalité est telle que la création d’un marché des capitaux ne laisse aucun expert différent. Malingumu Syosyo écrit la plus grande crainte reste non seulement la faiblesse du volume de transaction mais également, le faible niveau du PIB, d’activité industrielle et commerciale qui ne permettent pas de grandes perspectives de viabilité des échanges locaux.